# Upperton (West Sussex)
Upperton – osada w Anglii, w hrabstwie West Sussex, w dystrykcie Chichester. Leży 21 km na północny wschód od miasta Chichester i 67 km na południowy zachód od Londynu.